# Блоуэрс (тауншип, Миннесота)
Блоуэрс (англ. Blowers) — тауншип в округе Оттер-Тейл, Миннесота, США. На 2000 год его население составило 319 человек.

## География
По данным Бюро переписи населения США площадь тауншипа составляет 35,7 км², из которых 92 км² занимает всю сушу.

## Демография
По данным переписи населения 2000 года здесь находились 319 человек, 109 домохозяйств и 87 семей.  Плотность населения —  8,9 чел./км².  На территории тауншипа расположено 129 построек со средней плотностью 3,6 построек на один квадратный километр. Расовый состав населения: 97,18 % белых, 0,31 % азиатов и 2,51 % приходится на две или более других рас.
Из 109 домохозяйств в 35,8 % воспитывались дети до 18 лет, в 68,8 % проживали супружеские пары, в 7,3 % проживали незамужние женщины и в 19,3 % домохозяйств проживали несемейные люди. 15,6 % домохозяйств состояли из одного человека, при том 6,4 % из — одиноких пожилых людей старше 65 лет. Средний размер домохозяйства — 2,93, а семьи — 3,26 человека.
29,8 % населения — младше 18 лет, 8,2 % — в возрасте от 18 до 24 лет, 27,3 % — от 25 до 44, 24,8 % — от 45 до 64, и 10,0 % — старше 65 лет. Средний возраст — 36 лет. На каждые 100 женщин приходилось 111,6 мужчин.  На каждые 100 женщин старше 18 приходилось 114,1 мужчин.
Средний годовой доход домохозяйства составлял 30 000 долларов, а средний годовой доход семьи —  31 042 доллара. Средний доход мужчин —   22 083  доллара, в то время как у женщин — 16 154. Доход на душу населения составил 13 819 долларов. За чертой бедности находились 12,5 % семей и 8,6 % всего населения тауншипа, из которых 12,7 % младше 18 и 2,6 % старше 65 лет.